# Общество распространения технических знаний
Общество распространения технических знаний (также известно как «Московское», ОРТЗ) — общественная организация в Российской империи, существовавшая в 1868—1919 годах.

## История
Общество было образовано в 1868 году под покровительством великого князя Алексея Александровича, а начало работу 20 ноября 1869 года. Общество, открытое 25 учредителями, в конце первого года своего существования насчитывало уже более 500 членов.
В его уставе, утверждённом 4 июня 1869 года, сказано, что целью Общества является — «содействовать усовершенствованию и распространению в России технических знаний вообще; преимущественно же усвоению усовершенствованных технических приемов в тех отраслях отечественной промышленности и ремесел, которые имеют более обширное практическое применение». Для достижения этих целей общество может: «а) учреждать технические школы и мастерские; б) устраивать библиотеки, выставки и музеи по части промышленности и ремесел; в) издавать книги по разным отраслям технических знаний».
Основными задачами общества было: организация воскресных и вечерних классов для рабочих, разработка учебных планов и программ для них, изучение технического и ремесленного образования в России и за рубежом. К 1913 году Обществом было организовано 22 воскресных класса технического рисования (1263 учащихся от 8 до 40 лет); одна из первых в России женских ремесленных школ с 5-летним курсом обучения для девочек (создана в 1870 году; ученицам давалось общее образование в объёме начальной школы, кроме этого, они обучались специальным предметам: кройке, шитью белья, дамского платья, вышивке; принимались девочки в возрасте от 11 до 17 лет); среднее механико-техническое училище электротехнического профиля (основано в 1870 году как учебная мастерская, в 1881—1907 — слесарно-ремесленное училище). Общество организовало обширную библиотеку, помещавшуюся в московском «Музее прикладных знаний».
Однако в 1896 году, выходившие за рамки устава аспекты работы Общества, подверглись критике московского губернатора и ряд направлений работы (чтения для учащихся и другие) был запрещён. В результате в 1898 году на базе учебного отдела Общества было создано Педагогическое общество Московского университета, от которого после 1905 года отделился Московский математический кружок.
Деятельность Общества удостоена серебряной медали на Всемирной выставке в Париже (1909). После октября 1917 года прекратило деятельность.
Видные деятели Общества: А. И. Чупров, П. И. Чепелевская  (организаторы), А. С. Владимирский (1821—1881) (секретарь), В. Я. Стоюнин, К. К. Мазинг.

## Учебный отдел
Учебный отдел был образован вскоре после открытия Общества; работу начал с 1871 года. Его возглавил В. Я. Стоюнин, но вскоре он был вынужден выйти в отставку и отдел на два года прекратил свою деятельность; по инициативе Н. В. Бугаева он был реанимирован. Однако сначала работали временные комиссии, например комиссия по составлению педагогической библиографии, которой руководил Л. И. Поливанов. В результате её работы была издана «Учебно-воспитательная библиотека» (1875, 1876). Комиссии при учебном отделе занимались не только техническим, но и общим образованием (начальные и средние школы, экскурсии, детское чтение). В Учебном отделе происходили иногда технические беседы и сообщения. С 1888 года, когда председателем бюро Учебного отдела стал Ф. И. Егоров, стали создаваться постоянные комиссии. В начале 1890-х годов их было семь: 1) преподавателей русского языка; 2) преподавателей истории; 3) преподавателей математики; 4) преподавателей естественной истории; 5) по вопросам физического воспитания; 6) по организации домашнего чтения; 7) по устройству чтений для учащихся. Одной из самых жизнеспособных оказалась комиссия по устройству чтений для учащихся, существовавшая 11 лет (с 1885 года по 1896 год). Под эгидой комиссии по организации домашнего чтения издавалась серия брошюр «Библиотека для самообразования» (издание т-ва И. Д. Сытина), в которой было выпущено 47 книг по истории, философии, экономике, естествознанию. Среди авторов брошюр были преподаватели Императорского Московского университета В. И. Вернадский, А. А. Кизеветтер, Н. Д. Виноградов, А. Э. Вормс и многие другие. Деятельность этой Комиссии являлась предтечей заочного образования в России.
При участии Учебного отдела прошли IX съезд русских естествоиспытателей и врачей (1894) и II съезд русских деятелей по техническому и профессиональному образованию (1895—1896).

## Фотографический отдел
Общество наиболее известно своим фотографическим отделом. Правила (устав) отдела были утверждены на общем собрании Общества 20 сентября 1871 года. В разработке правил из 29 параграфов принимали участие московские фотографы-профессионалы и любители: В. А. Дюбюк, А. Н. Шиллер, П. Ф. Симоненко, М. Б. Тулинов и Я. А. Пекарский. Цель отдела — содействовать разработке и распространению художественных и технических знаний, касающихся фотографии.
С 1871 по 1872 год число членов отдела выросло с 96 до 160; председателем отдела был профессор Императорского технического училища А. С. Владимирский.
Фотографический отдел Общества организовал Фотографический павильон на Политехнической выставке 1872 года, в котором размещалась экспозиция и мастерские для фотографии. По итогам выставки отделом был выпущен набор из 388 негативов стереофотографий «Политехническая выставка 1872 г. Москва».

## Московские адреса
- Большой Кисловский переулок, № 1/12 — Здесь располагалось Общество распространения технических знаний, устраивавшее публичные лекции и издававшее книги и брошюры[9].
- Большой Саввинский переулок, № 8 — Два дома занимало Общество распространения технических знаний, устроившее там среднее механико-техническое училище[10].